# Gerhard Riege

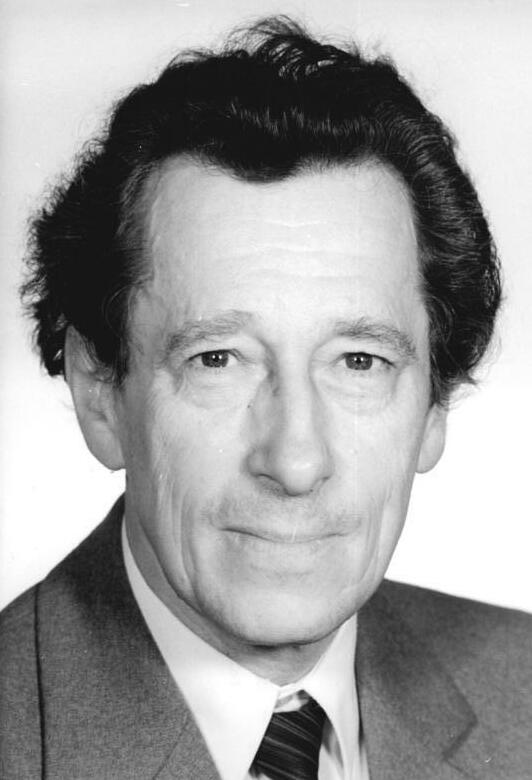
Gerhard Riege, 1990

Gerhard Riege (* 23. Mai 1930 in Gräfenroda; † 15. Februar 1992 in Geunitz, Gemeinde Reinstädt) war ein deutscher Rechtswissenschaftler und Politiker (Kulturbund/PDS).

## Ausbildung und wissenschaftliche Tätigkeit
Riege kam aus einem antifaschistisch eingestellten Elternhaus. Der Vater war Glasbläser, die Mutter Heimarbeiterin. Nach Volksschule und Aufbauschule in Neudietendorf erwarb Riege 1949 sein Abitur in Jena und studierte dort Rechtswissenschaft. Nach dem Staatsexamen 1953 wurde er Assistent an der juristischen Fakultät. Der Promotion 1957 mit der Arbeit Das Vertretungssystem in den volksdemokratischen Ländern Europas folgte sieben Jahre später die Habilitation mit der Arbeit Die Staatsbürgerschaft der DDR. 1964 wurde er Dozent, im Folgejahr Professor für öffentliches Recht an der Universität Jena.  Bei der Jenenser Hochschulwahl am 23. Februar 1990 wurde Riege dann zunächst als Rektor gewählt, allerdings musste wegen Formfehlern die Wahl wiederholt werden. Riege trat nicht mehr an. Eckhard Jesse zählte Riege neben Roland Meister, Karl-Heinz Röder und anderen zur ersten Garde der BRD-Forschung in der DDR. Er gehörte Anfang 1990 zu den Autoren eines Verfassungsentwurfes für das neue Bundesland Thüringen.

## Politik
1946 trat Riege der SED bei und blieb auch nach 1990 Mitglied der PDS. Für den Kulturbund saß er im Geraer Bezirkstag, für die PDS 1990 in der ersten frei gewählten Volkskammer. Im gleichen Jahr zog er über die thüringische Landesliste seiner Partei in den 12. Deutschen Bundestag ein. Von 1954 bis 1960 war er als Inoffizieller Mitarbeiter des Ministeriums für Staatssicherheit der DDR tätig. Nach Unterzeichnung der Verpflichtungserklärung lieferte er einige Berichte, wobei keine Schädigung anderer Personen dokumentiert ist. Der Bundesbeauftragte für die Stasi-Unterlagen Joachim Gauck schätzte Rieges IM-Tätigkeit als „eher bedeutungslos“ ein. Riege gab an, sich an eine Verpflichtungserklärung nicht erinnert zu haben. Gegenüber der PDS-Fraktion erklärte er, dass er an seine Stasi-Mitarbeit nicht mehr gedacht habe. Die Partei machte ihm daraufhin den Vorwurf der „Unaufrichtigkeit“, und sein Landesverband distanzierte sich von ihm. Am 15. Februar 1992 erhängte er sich in seinem Garten. Im Abschiedsbrief an seine Frau schrieb er, er habe Angst vor dem Hass, der ihm im Bundestag entgegenschlage „aus Mündern und Augen und Haltung von Leuten“. So war Riege in der Sitzung am 13. März 1991 im Rahmen einer Haushaltsdebatte von Mitgliedern der CDU/CSU- und FDP-Fraktionen mehrfach unterbrochen und z. T. beleidigt worden.
Der Suizid löste parteiübergreifend Betroffenheit aus. Beispielsweise erklärte der thüringische Landtagspräsident Gottfried Müller (CDU) daraufhin in seinem Kondolenzbrief an Rieges Witwe, dass bei der unbedingt nötigen Aufarbeitung der Vergangenheit gerechter, humaner und politisch klüger verfahren werden müsse.

## Familie
Riege war verheiratet und hatte drei Kinder. Seine Tochter Katharina hat eine Biografie über Hans Mahle veröffentlicht.

## Auszeichnungen
- 1988 Nationalpreis der DDR III. Klasse für Wissenschaft und Technik

## Veröffentlichungen
- Die Rolle der Wahlen in der Deutschen Demokratischen Republik, Berlin 1958
- Zwei Staaten, zwei Staatsbürgerschaften, Berlin 1967
- mit Paul Fiedler. Die Friedrich-Schiller-Universität Jena in der Hochschulreform. Berlin 1969
- Der Bürger im sozialistischen Staat, Berlin 1973
- mit Hans-Jürgen Kulke, Nationalität deutsch, Staatsbürgerschaft DDR. Berlin 1979
- Zur Geschichte und Funktion der politischen und persönlichen Grundrechte in der DDR. Studie, Jena 1984
- mit Roland Meister: Die Restauration der imperialistischen Staatsordnung in der BRD, in Karl-Heinz Röder (Hrsg.): Das politische System der BRD, Berlin, 1985
- Hrsg., Dokumente zum Thüringer Staatsrecht. 1920–1952. Stuttgart 1991
- mit Uwe-Jens Heuer, Der Rechtsstaat – eine Legende? Erfahrungen zweier Rechtswissenschaftler 1990/91 in Volkskammer und Bundestag. Baden-Baden 1992